# Serguei Babkov
Serguei Babkov   (Biïsk, 5 de juny de 1967 - 21 d'agost de 2023) en rus Сергей Анатольевич Бабков, va ser un jugador de bàsquet professional rus que jugava en la posició d'escorta.

## Carrera esportiva
Format en l'equip de la seva ciutat natal, acaba sent màxim anotador en la lliga alemanya, el que el porta a fitxar per l'Unicaja de Màlaga, on deixa una gran empremta durant cinc anys. En la seva primera temporada a Màlaga forma part d'un equip històric que contra tot pronòstic es fica a la final de la lliga ACB contra el FC Barcelona, perdent-la per 3 a 2, però tenint molt a prop el títol en el quart partit, amb el famós NO triple de Mike Ansley en els últims compassos del partit. En la temporada 1999-2000 juga al Joventut Badalona, però les lesions no li deixen rendir en plenitud de les seves condicions. La temporada següent fitxa per l'equip de la seva ciutat, Lokomotiv Novosibirsk, on es retira.